# Horodîșce, Ciudniv
Horodîșce (în ucraineană Городище) este un sat în comuna Tiutiunnîkî din raionul Ciudniv, regiunea Jîtomîr, Ucraina.

## Demografie
Componența lingvistică a localității Horodîșce
     Ucraineană (99,32%)
     Alte limbi (0,68%)
Conform recensământului din 2001, majoritatea populației localității Horodîșce era vorbitoare de ucraineană (99,32%), existând în minoritate și vorbitori de alte limbi.